# Nallachius martosi
Nallachius martosi is een insect uit de familie van de Dilaridae, die tot de orde netvleugeligen (Neuroptera) behoort. 
Nallachius martosi is voor het eerst wetenschappelijk beschreven door Monserrat in 2005.